# 天乳運動
天乳運動，是一場發起於國民革命時期前後、以解放女性身體為號召的社會運動。當時的女性會束胸纏胸，避免突顯乳房的輪廓。大眾傳媒、知識分子率先發起了該運動，避免束胸纏胸（因此稱為「天乳」）；後來，許多婦女挺身而出，地方及中央政府也紛紛響應立法。

## 歷史

### 發起
1915年，《婦女雜誌》創刊號刊登了一篇文章，其中寫道：「舊弊(纏足)僅傷人之足，今弊更傷人之胸及肺。傷足為人身之害猶小，傷胸及肺為人身之害更大而深也。」
1920年代，學者開始倡議解放婦女胸部；胡適曾在演講中提到：「因為美觀起見，並不問衛生與否……假使個個女子都束胸，以後都不可以做人的母親了。」
1925年，北京大學哲學教授張競生出版《美的人生觀》，其中寫道：「我在此應當提出一個極緊要事即是「束奶帕」及為此目的的各種束縛物，都是應該廢除……女子有大奶部，原本自然，何必害羞。況且奶頭聳於胸前，確是女子一種美象的表徵。」

### 行動
1926年，《北洋畫報》一篇報導寫道：「今年上流婦女之內衣，均用西式而略事變通，即上方前後均袒露是也。今夏婦人胸部已略加放鬆，不若前此之緊縛，但膽小守舊之流，仍未敢顯然解放耳。吾知北京有某夫人，實為主張解放最力者。夫人不論冬夏，家居與外出，玉峰常高聳，頗有西婦之風，堪稱真美。」同年5月，湖北省展開大規模剪辮運動，並成立“天足會”號召婦女解放纏足。
1927年的三八婦女節，武漢市街出現一群裸體女子，她們高聲呼喊「堅決反對束胸，束胸是最不人道主義的！束胸是一條毒蛇！它纏著我們婦女的肉體與靈魂！婦女同胞們，你們解了束胸沒有？解了吧，男人沒有束胸，我們為什麼要束胸？」同年3月，“剪髮潮”開始流行於上海女性之中，當地社會開始以短髮為美。
1930 年時任風俗改革委員會委員劉禹輪在廣州出版之《風俗改革叢刊》發表了「為提倡『天乳運動』告革命婦女」一文，文中提到中國女子以乳頭高聳為醜，以乳峰狹小為美，不顧健康，硬把狹窄而細小的背心在胸部緊迫地套起來；西洋婦女喜歡乳頭高聳，有時因乳頭不適合「高聳美」，便矯偽造作地扮高起來。這兩種拙笨的舉動都是可笑的，所以，「今後婦女解放運動，須先從本身乳頭解放起」，先由己及人，使全國的婦女都能夠恢復她的天乳的自然美，這是一件救己救人種族必要的工作。

### 立法執行
1927年7月初，廣東省政府代理民政廳廳長朱家驊向國民黨廣東省政府委員會第33次會議提交《禁止婦女束胸的提案》，其中寫道：「查吾國婦女界其摧殘身體之陋習有二，一曰纏足，二曰束胸…… 纏足痛苦只及於足部，若束胸則於心肺之舒展，胃部之消化，均有妨害……且乳房既被壓迫，及為母時乳汁缺乏，又不足以供哺育，母體愈贏，遺種愈弱，實由束胸陋習，有以致之。」 在廣東省議會快速通過該法案之後，廣東省政府下令全省女子三個月內禁止束胸，否則處以五十元以上罰金，且十二歲以下之女性之父母亦負有責任。該法案之實施場所以其轄境內女校為首，並另成立「天乳運動執行委員會」 及頒布《天乳運動執行委員會六言昭示》：「婦女胸部解放，本奉命令始然。」《廣州民國日報》在1927年8月12日寫道：「人體真美，以曲線豐隆，色澤光潤，體態苗條，才算的是真美」，也在1928年1月17日寫道：「乳部所以要充分發育者，因為兩乳能充分發育，胸部才豐隆可愛」。
1928年，中華民國內政部發布公函表示：「婦女束胸實屬一種惡習，不但有害個人衛生，且與種族優勝有損。亟應查禁，以重衛生。」

## 參看
- 束胸
- 放足
- 不穿胸罩
- 婦女解放運動
- 剪辮

### 書目
- 鄒祖堯，〈說說中國的乳房文化〉，《中國性科學》，18:2(2009)，頁43-44。
- 黃強，〈從天乳運動到義乳流行：民國內衣的束放之爭〉，《時代教育（先鋒國家歷史）》，18（2008），頁116-121。
- 覃思齊，〈從束乳到挺胸－－內衣穿著的社會學研究〉（碩士論文），國立臺灣大學社會學研究所。
- 吳小瑋，〈民國時期「天乳運動」探析〉，《貴州文史叢刊》，1（2015），頁45-50。
- 劉正剛，曾繁花，〈解放乳房的艱難：民國時期「天乳運動」探析〉，《婦女研究論叢》，5（2010），頁66-72。
- 黃強，《中國內衣史》，北京：紡織出版社，2008。
- 刘正刚、曾繁花，《解放乳房的艰难:民国时期“天乳运动”探析》，廣州：暨南大学历史学系，2010。
- 梅洁，《民国时期“天乳运动”及其女性服装变化的解读》，北京服装学院，2016。

## 閱讀
- 魯迅：《忧“天乳” （页面存档备份，存于）》